# Cappellaio Matto (DC Comics)
Il Cappellaio Matto (Mad Hatter), il cui vero nome è Jervis Tetch, è un personaggio dei fumetti DC Comics creato da Bill Finger e Lew Sayre Schwartz. Ha fatto la sua prima apparizione su Batman (vol. 1) n. 49 (ottobre 1948).
È un supercriminale e uno dei nemici più duraturi di Batman. L'ingegnere Jervis Tetch, prova una vera e propria ossessione per il noto Cappellaio Matto del libro Le avventure di Alice nel Paese delle Meraviglie di Lewis Carroll, al quale si ispira. Come altri cattivi di Batman, il Cappellaio Matto è diventato un personaggio più oscuro nel corso degli anni. Viene descritto come uno scienziato che inventa e utilizza dispositivi tecnologici per il controllo e la manipolazione della mente delle sue vittime. Il Cappellaio Matto è noto per il suo cappello di colore verde, che di solito è un po' sovradimensionato, in quanto contiene i suoi dispositivi della manipolazione della mente.
Il personaggio è comparso nella popolare serie TV degli anni sessanta Batman, nel cartone animato Batman, in Batman - Cavaliere della notte e nella serie TV Gotham. Nel mondo dei videogiochi lo troviamo principalmente nella serie Batman: Arkham, e nello specifico nel secondo, terzo e quarto capitolo: Batman: Arkham City, Batman: Arkham Origins e Batman: Arkham Knight.

## Aspetto
Il Cappellaio Matto ha subito molti cambiamenti nel suo aspetto fisico nel corso degli anni, ma l'aspetto di base rimane lo stesso. Nel suo debutto, era un personaggio molto basso dai capelli castani. Quando riapparve nei primi anni ottanta, viene descritto come di media statura, con i capelli biondi. Negli anni successivi, ritorna ancora ad essere molto basso ma con i capelli bianchi. Oggi Tetch ha i capelli rossi, ma la sua taglia e l'altezza sembrano ancora variare. Costanti in tutte le sue raffigurazioni sono una testa leggermente più larga e dei grandi denti. In Segreti Sei n. 6 (dicembre 2006), Tetch afferma di soffrire di macrocefalia. L'abbigliamento caratteristico è quello tipico del più noto Cappellaio Matto del libro: classico grande cappello, giacca molto lunga di colore verde e papillon sopra la camicia.

## Biografia

### Inizio della carriera criminale
(Gotham Central n.20 (agosto 2004), testi di Ed Brubaker)

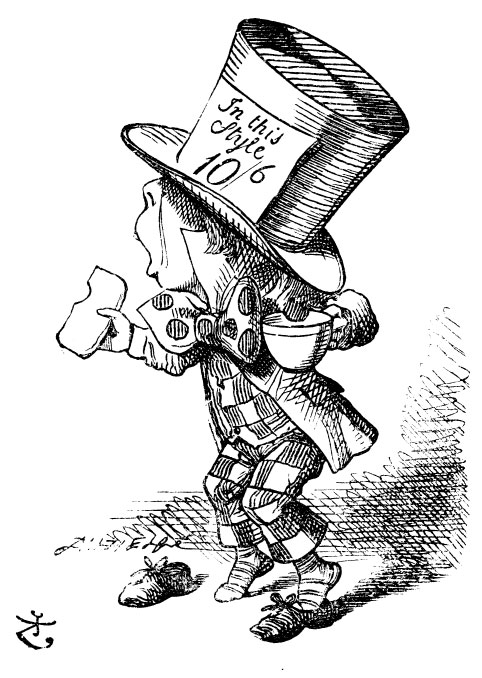
Il Cappellaio Matto di Carroll a cui si ispira Tetch.

Ossessionato sin dalla tenera età dal libro Le avventure di Alice nel Paese delle Meraviglie di Lewis Carroll, Jervis Tetch, cresce in solitudine e senza amici, a causa del suo aspetto. Diventa un neuroscienziato e poco dopo si trasferisce nella pensione di Ella Littleton. Qui fa amicizia con la figlia di Ella, Connie Littleton, e con i suoi amici del club di computer della scuola media, talvolta aiutandoli con i loro progetti. Pochi anni più tardi, quando Connie è al liceo, rimane incinta. Temendo la reazione di sua madre, donna estremamente severa, Connie le mente sostenendo di essere stata violentata da un giocatore della squadra di baseball della sua scuola, gli Hawks Gotham. Ella, a sua volta, chiede aiuto a Tetch convincendolo che gli Hawks Gotham sono "cattivi ragazzi". Tetch concorda nell'adoperare la sua tecnologia di controllo mentale su un membro della squadra, facendogli usare un tubo bomba per uccidere gli altri giocatori. Anche se questa è la prima azione criminale di Tetch, il suo coinvolgimento nel bombardamento nello spogliatoio verrà scoperto solo anni dopo.
Diventa anche un esperto ipnotizzatore ed arrivò a illudersi di essere l'incarnazione di un personaggio della storia, il Cappellaio Matto. Sfruttando le sue abilità nell'ipnotismo ha messo a segno diversi crimini, spesso legati ai temi del libro che hanno ispirato lui e la sua passione per i cappelli, al punto che, per aumentare i suoi poteri ipnotici, è arrivato a impiantare dei chip per il controllo mentale all'interno dei suoi copricapo. Tra tutti i copricapo, quello che preferisce è il cappuccio di Batman: per ottenerlo è disposto a fare qualunque cosa. Nella sua prima apparizione come il Cappellaio Matto, Tetch tenta di rubare un trofeo dal Gotham Yacht Club, e inizia un'ondata di criminalità che termina quando viene sventato da Batman. Tetch viene successivamente inviato all'Arkham Asylum (anche se il suo destino non è rivelato fino Detective Comics n. 510). Il Cappellaio non è presente nella Golden Age dei fumetti. Nella Silver Age dei fumetti, compare un impostore Cappellaio Matto e si scontra con Batman molte volte. Egli si rivela come un impostore quando il Cappellaio Matto finalmente riappare, sostenendo di avere "smaltito l'impostore" (anche se l'impostore sarebbe tornato per l'ultima volta in Detective Comics n. 573 nel 1987). Accompagnato da alcuni scagnozzi e una scimmietta (denominata "Carroll Lewis", anche se il Cappellaio Matto sostiene che la scimmia si rifiuta di dirgli come si arrivò ad avere quello pseudonimo), il Cappellaio Matto rapisce Lucius Fox, l'amministratore delegato di Wayne Tech. Anche se in possesso di Lucius Fox per il riscatto, il Cappellaio Matto svela anche un dispositivo che gli permette di copiare le conoscenze nel cervello di Fox, che intende usare per fare una fortuna aggiuntiva. Tuttavia, Lucius Fox viene salvato da Batman, che cattura anche il Cappellaio Matto ed i suoi scagnozzi. Successiva apparizione del Cappellaio Matto segna la prima volta che è ritratto in fumetti con i dispositivi di controllo mentale per i quali sarebbe poi diventato più noto. Alleandosi con altri criminali nel tentativo di uccidere Batman, Cappellaio utilizza un cappello di controllo mentale su Spaventapasseri, costringendo il cattivo (che era stato paralizzato dalla paura) a combattere. Quando Batman supera i suoi aggressori, Tetch fugge e sembra morire su un ponte sotto le ruote di un treno. In realtà egli era fuggito saltando su un camion che passava sotto il ponte. Incontri successivi con Batman hanno provocato la cattura di Tetch e il suo invio ad Arkham. Durante un altro incontro precoce con Batman, il Cappellaio Matto fugge da Arkham in tempo per Halloween, e trova rifugio in un antico palazzo che era stato abbandonato dopo anni di casi di omicidio raccapriccianti. Ritirandosi a fondo nei suoi deliri su Alice nel paese delle meraviglie, Tetch offre rifugio a bambini fuggiti di casa, chiedendo loro in cambio di vestirsi come i personaggi di Alice e assistere ai suoi tea parties, dove ricopre il loro tè di droga per tenerli sedati. In questo periodo, Barbara "Babs" Gordon arriva a Gotham, essendo stato adottata da suo zio, il commissario Gordon, in seguito alla morte dei suoi genitori. Sentendo nostalgia di casa e arrabbiata, Barbara litiga con il padre adottivo quando lui le proibisce di andare a fare dolcetto o scherzetto, dicendo che Gotham è un posto troppo pericoloso. Barbara dunque si intrufola contro i suoi ordini, e va a Gotham Park, dove si ritrova rapidamente inseguita da un gruppo di uomini mascherati con coltelli. Il gruppo la circonda, nel tentativo di molestarla sessualmente, facendola urlare per chiedere aiuto. Appare il Cappellaio e spaventa gli uomini di distanza con la sua pistola. Tetch porta Babs al suo "paese delle meraviglie", dove dovrebbe svolgere il ruolo di Alice. Quando Babs si rifiuta di bere il tè e chiede di andarsene, Tetch rompe con rabbia una teiera, spaventando un ragazzo dei fuggitivi che si teneva furtivamente a distanza, e mentre l'attenzione di Tetch è su Barbara, il ragazzo riesce a scappare. Il ragazzo porta la polizia e Batman al nascondiglio di Tetch, e Tetch viene sconfitto da Batman, mentre il commissario Gordon salva Babs. Quando Black Orchid visita Arkham Asylum, nel tentativo di trovare più sul suo passato da Poison Ivy, è assistito da un dolce (anche se chiaramente folle) Tetch. Dopo che Ivy si rifiuta di dare a Orchid il suo aiuto, Tetch cerca di tirarle su il morale. Egli rivela anche che sta aiutando gli altri detenuti ad Arkham, come portare le cose Ivy perché in tal modo lei può creare i suoi ibridi pianta-animale. "Credo nell'aiutare il prossimo," spiega, "noi tutti siamo stati messi qui per uno scopo, lo dico. Ma è comunque bello ottenere un ringraziamento." Tetch è lieto di ricevere un piccolo fiore come ringraziamento per il suo aiuto. Tetch è anche consapevole dell'identità di Animal Man come compagno Baker. Lo si vede ridere istericamente ad Arkham con la pagina finale di "Il ritorno con il Man of the Animal Powers", la seconda storia Animal Man, dopo di che viene trascinato di nuovo nella sua cella. Nella saga Knightfall, il Pazzo Cappellaio è il primo a colpire, dopo il breakout di Arkham. Egli invita tutti i criminali di un tea party a cui Batman e Robin sarebbe venuto. Uno dei malfattori era Film Freak, sul quale Tetch utilizza un dispositivo di controllo mentale, mandandolo a trovare la persona che li ha mandati ad Arkham. Batman e Robin sconfiggono il Cappellaio Matto mentre Film Freak viene sconfitto da Bane. In Robin: Year One, il milionario dittatore del terzo mondo Generalissimo Lee assume il Cappellaio Matto per rapire delle giovani ragazze utilizzando i suoi dispositivi di controllo mentale. Il Cappellaio Matto impianta i dispositivi in Walkmen, che distribuisce alle ragazze fuori dalla scuola di Dick Grayson. Il giovane Robin riesce a sconfiggere il Cappellaio Matto, però.
Un altro piano consisteva di impiantare i suoi dispositivi in "caffè gratuito e ciambelle" che distribuiva davanti alle stazioni di polizia di Gotham. Tale piano ha avuto successo poiché la maggior parte dei poliziotti della città finirono sotto il suo controllo, e lui li incitava a rubare per lui, e, infine, li incitò alla rivolta. Egli aveva anche costretto i detective della polizia di Gotham Crispus Allen e Renee Montoya a rapinare una banca per lui. Sasha Bordeaux aiutò Batman a fermarlo questa volta. Il Cappellaio Matto si presenta a Gotham City dopo che è stata scossa da un devastante terremoto. Si aggiunge ai suoi numerosi omicidi il cinico omicidio di un poliziotto. Il suo obiettivo è quello di portare alla luce un tesoro di oggetti di valore, che alla fine risultano essere cappelli classici. Il ruolo di Tetch nella morte di una squadra di Baseball del Liceo Gotham Hawks è infine scoperta dagli investigatori del Dipartimento di Polizia di Gotham City. Tetch, imprigionato ad Arkham, al momento, viene intervistato per cercare di trovare il suo movente. Dopo aver scacciato via la polizia, dicendo loro che la squadra era formata da "cattivi ragazzi" che "meritavano di morire", contattò Ella Littleton e la avverte che la polizia potrebbe scoprire il suo ruolo nel bombardamento. Tetch le aveva dato uno dei suoi cappelli per il controllo mentale anni prima, che usa per cercare di prendere il controllo di una guardia e cercare di aiutare Tetch nella sua fuga da Arkham. Il Cappellaio viene colto mentre cerca di fuggire, e la guardia controllata mentalmente apre il fuoco contro la polizia prima di venire uccisa nel fuoco di ritorno degli agrnti. Tetch rimase in condizioni critiche dopo la sparatoria. Affranta per la notizia, Elle Littleton dice inavvertitamente a sua figlia Connie che Tetch aveva ucciso la squadra per lei, per "vendicare il suo onore." Connie informa la polizia di tutto ciò che aveva sentito, e Ella Littleton viene arrestata. Mentre lavora con Maschera Nera, il Cappellaio Matto impianta un chip di controllo mentale direttamente nel cervello del feroce Killer Croc, che lo induce a mutare di nuovo a causa del virus che gli era stato iniettato dall'Enigmista. Killer Croc si imbarca in una missione per ottenere rimborso sulle persone responsabili della sua mutazione, e inizia con il Cappellaio Matto. Batman arriva in tempo per salvarlo, ma Killer Croc sfugge. Durante Crisi infinita, il Cappellaio Matto viene dapprima sonoramente sconfitto da Argo, e poi di nuovo nella lotta con la Società segreta dei supercriminali durante la Battaglia di Metropolis.

## Poteri e abilità
Sebbene il Cappellaio Matto non abbia superpoteri, è un brillante "neurotecnico" con una notevole conoscenza su come dominare e controllare la mente umana, sia attraverso l'ipnosi che con mezzi tecnologici diretti. Di solito, il Cappellaio mette i suoi dispositivi di controllo mentale tra le tese dei cappelli, ma è noto che utilizza anche altri dispositivi. La sua tecnologia infatti, viene utilizzata al servizio del crimine, creando dispositivi che controllano la mente di chi ne viene a contatto. In particolare, costruisce delle carte che ricordano l'etichetta del Cappellaio, la famosa "10/6", che, piazzate sulla testa della gente e degli animali, ne annullano la volontà e li riducono a burattini schiavi di Tetch. Più recentemente, è stato in grado di influenzare direttamente le menti degli altri a distanza senza alcun apparente equipaggiamento. Tuttavia, questa non è molto probabilmente un'abilità sovrumana emergente; più probabilmente, la sua abilità nel miniaturizzare e nascondere la tecnologia, e i progressi sulla sua tecnologia originale, gli hanno probabilmente permesso di sviluppare una tecnologia che gli permette di usare un dispositivo nascosto sulla sua persona (come nel suo cappello) per proiettare poteri di controllo mentale nel modo in cui di un'abilità metaumana come i poteri telepatici.
Il Cappellaio Matto non disdegna di usare le proprie invenzioni su se stesso, come creare un cappello che possa procurargli sia un'estrema beatitudine, sia restituirlo alla lucidità quando lo ritenga necessario. Nonostante la sua bassa statura, il Cappellaio Matto è noto per esibire una forza e un'agilità sorprendenti di tanto in tanto. Nella graphic novel Madness, il Cappellaio Matto viene mostrato mentre tiene in modo impressionante il suo in una rissa con Batman in cima a un treno in movimento.

## Altri media

### Animazione
Il personaggio del Cappellaio Matto è presente in diversi episodi delle serie animate Batman e Batman - Cavaliere della notte. Nella serie Batman, uscita tra il 1992 e il 1995, il Cappellaio Matto ha la voce originale di Roddy McDowall mentre in italiano è doppiato da Aldo Stella. Nella seconda serie, Batman - Cavaliere della notte, è doppiato in Italia da Guido Rutta.
Nella serie televisiva animata Batman, fa il suo esordio nella puntata Matto come un cappellaio in cui Jervis Tetch lavora alla Wayne Enterprises ed è perdutamente innamorato della sua segretaria Alice (pronunciato all'italiana nel doppiaggio Merak), già fidanzata. Tetch approfitta di un litigio fra i due per farsi avanti, ma i due si riconciliano; allora impazzisce, si traveste da Cappellaio Matto e rapisce Alice, costringendola ad amarlo grazie ad un chip del controllo della mente inventato da lui. Oppone al suo volere anche altre persone (tra cui il fidanzato di Alice, Billy, e la sua coordinatrice) dando del filo da torcere a Batman, e dopo una dura lotta con lui, resterà imprigionato nella mano della statua del Jabberwocky e Batman distruggerà il congegno del controllo della mente. Qui ha i capelli biondi e denti sporgenti, è di statura media e il suo abbigliamento da Cappellaio consiste in un soprabito blu, pantaloni azzurri, scarpe nere con ghette bianche, una camicia verde limone, un papillon nero e un caratteristico cilindro nero. Paul Dini, scrittore del primo episodio in cui appare, ha affermato che si è ispirato ad una storia vera. Generalmente lavora da solo, salvo poi unirsi alla maggior parte dei principali antagonisti di Batman rinchiusi ad Arkham nell'episodio Il processo. Inizialmente pare essere un folle ossessivo, intenzionato a vendicarsi della società e a prendersi con la forza ciò che gli veniva negato, come l'amore di Alice, tuttavia in seguito appare come prettamente interessato ad arricchirsi.

### Televisione
Il Cappellaio Matto appare in 4 episodi della popolare serie degli anni sessanta Batman ed è interpretato da David Wayne.
Basato sul personaggio dei fumetti con lo stesso nome, il personaggio è previsto all'interno della serie ma le origini sono state travisate. Questa versione è basata su quella dell'impostore Mad Hatter. In Batman '66, si scopre che il fratello del Cappellaio Matto è Morris Tetch.
Comparirà a partire dalla terza stagione della serie Gotham, che vede le origini dei personaggi dei fumetti di Batman. In questo adattamento Jervis Tetch è un abile ipnotizzatore che giunge a Gotham per cercare la sorella Alice, per la quale prova una morbosa ossessione, scomparsa da molti anni e venuta a Gotham, divenuta una cavia degli esperimenti del professor Hugo Strange. Viene interpretato dall'attore Benedict Samuel.
Nella terza stagione della serie Batwoman un ragazzo trova il suo cappello e lo utilizza cogliendone l’eredità, interpretato dall'attore Amitai Marmorstein.

### Cinema
Il supercriminale è stato considerato come un antagonista in uno degli script non prodotti per un terzo film di Joel Schumacher su Batman. Egli avrebbe dovuto essere interpretato da Robin Williams o Rowan Atkinson. La sua storia è comunque simile a quella dell'Enigmista in Batman Forever.
Il Cappellaio Matto è menzionato nel film d'animazione del 2014 Batman: Assault on Arkham e nel film d'animazione del 2016 Batman Unlimited: Fuga da Arkham.

### Videogiochi
Il Cappellaio Matto appare nei seguenti videogiochi:
- The Adventures of Batman & Robin, sviluppato da Konami, Clockwork Tortoise e Novotrade (1994) (solo nella versione per Sega Mega Drive)
- Batman: Gotham City Racer, sviluppato da Sinister Games (2001)
- LEGO Batman: Il videogioco, sviluppato da Traveller's Tales (2008)
- DC Universe Online, sviluppato da Sony Online Austin (2011)
- Batman: Arkham City, sviluppato da Rocksteady Studios (2011)
- LEGO Batman 2: DC Super Heroes, sviluppato da Traveller's Tales (2012)
- Batman: Arkham Origins, sviluppato da Warner Bros. Games Montréal (2013)
- LEGO Batman 3: Gotham e oltre, sviluppato da Traveller's Tales e Feral Interactive (2014)
- Batman: Arkham Knight - L'era dell'infamia, sviluppato da Rocksteady Studios (2015)

#### LEGO Batman
Il Cappellaio Matto appare in tutti e tre i giochi della trilogia videoludica di LEGO Batman.
- In LEGO Batman: Il videogioco del 2008 il personaggio è doppiato da Chris Edgerly. È uno dei tanti nemici del gioco ed è in squadra con Joker. Nel gioco, il Cappellaio Matto è armato con una piccola pistola, e le sue abilità speciali sono il doppio salto (grazie ad un propulsore integrato nel suo cappello) e il controllo mentale. Il personaggio si può sbloccare nel gioco libero dopo che viene sconfitto da Batman e Robin.
- È uno dei personaggi principali anche del seguito, LEGO Batman 2: DC Super Heroes del 2012, in cui è da Townsend Coleman. Durante il gioco, molti villain fuggono dal manicomio Arkham Asylum e, tra questi, il Cappellaio Matto. Questo va a rapinare un edificio ma una volta che Batman e Robin si presentano per fermarlo, utilizza suggestioni ipnotiche per far credere che i due eroi stiano combattendo conigli bianchi. Quando il duo riesce a sconfiggere i conigli, catturano il Cappellaio Matto. Dopo questa missione, è disponibile per l'acquisto.
- Appare come personaggio giocabile anche nel terzo capitolo della serie, LEGO Batman 3: Gotham e oltre del 2014 con voce di Nolan North.

#### Batman: Arkham
In tutti e tre i capitoli della saga Batman: Arkham in cui compare, il personaggio è doppiato in lingua originale da Peter MacNicol.
- Nel primo videogioco della serie, Batman: Arkham Asylum uscito nel 2009, il personaggio non compare mai fisicamente ma si può comunque sbloccare la sua biografia. Nel giardino botanico del manicomio però si vedono le sue tazzine da tè.
- Il Cappellaio Matto compare invece nel secondo capitolo sviluppato nel 2011 Batman: Arkham City. Il supercriminale, compare tra le missioni secondarie da svolgere durante il gioco. Appena Batman ha salvato Vicki Vale, Tetch lo ipnotizza facendogli credere di aver ricevuto la cura per il sangue infetto del Joker, costringendolo ad ingettarsi un sedativo. Batman si risveglia seduto ad un tavolo approntato per l'ora del tè e, mentre ancora non può muoversi, il Cappellaio gli cala sulla testa una maschera potenziata con i suoi circuiti di controllo mentale. Dopo un combattimento psicologico contro Tetch e altri detenuti sottoposti al controllo mentale, Batman riprende il controllo di sé e mette il Cappellaio Matto K.O. Nella stanza trova dei nastri che testimoniano come Hugo Strange si sia a lungo servito di Jervis, sfruttando le sue ossessioni per costringerlo a sviluppare una versione chimica della sua tecnologia di controllo mentale, con la quale Strange a tenuto sotto controllo tutti i suoi galoppini come il Sindaco Sharp e le guardie TYGER.
- È comparso anche nel prequel della serie Batman: Arkham Origins, uscito nel 2013.[19] In una missione secondaria si narra il suo primo incontro con Batman (anche lui all'inizio della sua carriera), che avviene nel negozio di cappelli di Jarvis. Qui il Cappellaio ha rapito una ragazza che crede la reincarnazione di Alice e cerca di ipnotizzare Batman per renderlo suo alleato; sfuggito alla versione onirica-distorta del Paese Meraviglie creata dalle illusioni di Tetch, Batman riesce a mettere fuori gioco il Cappellaio e a chiamare i soccorsi affinché vengano a recuperare la ragazza.
- Nell'ultimo capitolo della saga, Batman: Arkham Knight uscito nel 2015, il personaggio compare solo nell'espansione L'era dell'infamia. Qui scopriamo che Jarvis è totalmente preda delle sue ossessioni, arrivando a identificare Batman come "la sua Alice"; inoltre afferma di aver allenato la sua mente per non sentire alcun dolore fisico e ha preso il vizio di esprimersi solo confrasi in rima. Cerca nuovamente di far impazzire Batman, prima distraendolo rapendo degli agenti di polizia e rinchiudendoli in delle auto piene di esplosivo, in seguito, attraverso le sue illusioni, provocate dalle sue tecniche di ipnosi, cerca di spingerlo ad uccidere un agente di polizia, per farlo diventare un omicida proprio come lui. La sua illusione questa volta prende la forma di un libro pop-up dove Batman rivive alcuni eventi dei giochi precedenti; sconfitto nuovamente, Jarvis viene rinchiuso in cella.